# Monument aux morts de Sainte-Anne
Le monument aux morts de Sainte-Anne est un cénotaphe situé au centre de la commune de Sainte-Anne en Guadeloupe, sur la place Victor-Schœlcher. Il a été érigé en 1949 en mémoire des soldats morts lors des combats de la Seconde Guerre mondiale et est inscrit aux monuments historiques en 2018.

## Histoire
Le monument aux morts est une commande de la commune, datant de 1949, pour les soldats morts durant la Seconde Guerre mondiale. Il est inscrit au titre des monuments historiques par arrêté du 24 avril 2018.

## Description
La statue féminine, représentant une Victoire, est l'œuvre du sculpteur Gilbert Privat tandis que le bas-relief du socle possède la particularité de représenter le visage d'un soldat noir, ce qui est rare même en Guadeloupe et tient probablement au fait qu'il honore les troupes coloniales de la Seconde Guerre mondiale. L'ensemble est associé au style Art déco.